# Maarouf al-Dawalibi
Maarouf al-Dawalibi (em árabe: معروف الدواليبي
; Alepo, 29 de março de 1909 — Riade, 15 de janeiro de 2004) foi um político sírio que serviu como primeiro-ministro da Síria em dois períodos distintos, primeiro em 1951, e novamente de 1961 a 1962. Seus dois mandatos foram interrompidos por golpes militares. Com a ascensão do Partido Baath ao poder em 1963, ele foi preso e depois exilado. Ele então se estabeleceu na Arábia Saudita, onde atuou como conselheiro político dos monarcas sauditas até o fim de sua vida.

## Biografia

### Primeiro governo (1951)
Al-Dawalibi ascendeu como chefe de governo após uma crise ministerial em novembro de 1951; esta crise foi precipitada pela renúncia do primeiro-ministro Hassan al-Hakim, que resultou em um vácuo de governo na Síria. O presidente Hashim al-Atassi encarregou Maarouf al-Dawalibi de formar um novo governo, e ele assumiu o cargo de primeiro-ministro em 28 de novembro.
Em oposição ao intervencionismo militar no governo, al-Dawalibi reteve para si o Ministério da Defesa, recusando-se a nomear o coronel Fawzi Selu para o cargo. A nomeação de Selu como ministro da Defesa fora uma exigência imposta pelo coronel Adib Shishakli após seu golpe de Estado em dezembro de 1949, a qual todos os governos posteriores haviam acatado até então. A decisão de al-Dawalibi de assumir o controle do Ministério da Defesa foi prontamente contestada pelo coronel Selu, que levou sua queixa a Adib Shishakli. No mesmo dia da formação do governo, realizou-se uma reunião entre Shishakli, al-Dawalibi e o presidente Hashim al-Atassi, durante a qual Shishakli exigiu a dissolução do gabinete e a formação de um novo governo alinhado com os interesses dos militares. Tanto Dawalibi quanto Atassi recusaram-se a atender suas exigências.
O gabinete de al-Dawalibi teve uma curta duração; ele se manteve no poder por apenas 12 horas após sua formação, antes de ser derrubado por uma intervenção do coronel Shishakli em 29 de novembro. Este golpe de Shishakli resultou na detenção do primeiro-ministro al-Dawalibi e de todos os seus ministros, encarcerados na prisão de Mezzeh. Após tentativas fracassadas de obter sua renúncia, al-Dawalibi finalmente a apresentou em 1 de dezembro. O presidente Atassi então incumbiu Hamid al-Khouja, político independente, da formação de um novo gabinete. No entanto, a crescente oposição impediu o gabinete de ser formado, levando Atassi a também renunciar em 2 de dezembro, afim de evitar um impasse político.
Em 3 de dezembro, Shishakli delegou as funções de primeiro-ministro e presidente a Fawzi Selu. Na prática, Selu serviu como uma figura de proa, enquanto Shishakli consolidava sua ditadura militar no país. Al-Dawalibi foi libertado da prisão em 1952, mas acabou enfrentando uma segunda detenção no ano seguinte devido às suas críticas ao governo, o que o levou a se exilar no Iraque.
Al-Dawalibi retornou à Síria após o golpe de Estado de 1954, que derrubou o regime de Shishakli. A presidência foi reassumida por Hashim al-Atassi, que prometeu completar seu mandato constitucional. Atassi decidiu restaurar a normalidade política anterior ao golpe de 1951, levando al-Dawalibi a reapresentar sua renúncia, em conformidade com os procedimentos constitucionais. Al-Dawalibi foi incorporado ao gabinete do primeiro-ministro Sabri al-Asali, sendo designado como ministro da Defesa. Este gabinete durou de 1 de março a 19 de junho de 1954. Como ministro da Defesa, al-Dawalibi buscou reduzir a influência do exército no governo e tentou aprovar uma lei que proibia a participação de militares em partidos políticos.

### Segundo governo (1961–1962)
Após a secessão da Síria de sua união com o Egito em 1961, o presidente Nazim al-Kudsi incumbiu al-Dawalibi de formar um governo. Maarouf al-Dawalibi assumiu o cargo de primeiro-ministro em 22 de dezembro, à frente de um gabinete composto por 16 ministros. Além de chefiar o gabinete, al-Dawalibi ocupou simultaneamente o cargo de ministro das Relações Exteriores.
Em janeiro de 1962, Maarouf al-Dawalibi ofereceu a mediação do governo sírio no conflito entre Iraque e Kuwait, decorrente da reivindicação de soberania iraquiana sobre o território do Kuwait após a independência deste em 1961. A proposta foi ignorada pelo presidente iraquiano Abdul Karim Kassem.
Em 28 de março de 1962, uma tentativa de golpe de Estado liderada pelo oficial sírio Abdul Karim al-Nahlawi resultou,na prisão do primeiro-ministro Maarouf al-Dawalibi e do presidente Nazim al-Kudsi. Contudo, poucos dias depois, um grupo de oficiais legalistas conduziu um contragolpe bem-sucedido em 1 de abril, que resultou na libertação dos dois líderes e a recondução do governo deposto. Não obstante, al-Dawalibi viu-se obrigado a renunciar ao cargo para evitar um conflito maior com os militares.

### Exílio e morte
A carreira política de Maarouf al-Dawalibi foi encerrada pelo golpe baathista de 1963. As novas autoridades sírias, integradas por oficiais de ideologia baathista e nasserista, lançaram uma campanha para prender políticos vinculados ao movimento anti-Nasser na Síria. O Conselho do Comando Revolucionário ordenou a detenção de al-Dawalibi e do presidente Kudsi sob acusação de "crime de secessão". Al-Dawalibi permaneceu preso até 1964, quando foi forçado ao exílio. Seu primeiro destino no exílio foi o Líbano e, após um breve período em Beirute, estabeleceu-se definitivamente na Arábia Saudita.
Em 1965, ele foi convocado pelo rei Faisal para servir como conselheiro político na corte real saudita. Durante os reinados subsequentes dos monarcas Khalid e Fahd, al-Dawalibi continuou exercendo suas funções como conselheiro, mantendo-se no cargo até sua morte.
No final da década de 1970, al-Dawalibi foi enviado ao Paquistão a pedido do ditador Muhammad Zia-ul-Haq, com a missão de auxiliar o Conselho de Ideologia Islâmica na elaboração de um novo conjunto de leis islâmicas para o país. As leis foram originalmente redigidas por al-Dawalibi em árabe, sendo posteriormente traduzidas para urdu e inglês por uma equipe de quinze estudiosos. Entre suas contribuições se destaca a formulação das Ordenanças de Hudood de 1979.
Maarouf al-Dawalibi faleceu em Riade em 15 de janeiro de 2004. Desde 2004, seus restos mortais estão sepultados no cemitério de Al-Baqi, em Medina.

## Família
Maarouf al-Dawalibi era casado com Umm Muhammad, uma francesa que se converteu ao islamismo após se casar com ele. Seu filho, Nofal al-Dawalibi, foi um membro ativo da oposição síria ao regime de Bashar al-Assad.